# Leucopis subcompacta
Leucopis subcompacta är en tvåvingeart som beskrevs av Tanasijtshuk 1986. Leucopis subcompacta ingår i släktet Leucopis och familjen markflugor.
Artens utbredningsområde är Tadzjikistan. Inga underarter finns listade i Catalogue of Life.